# Julio Véliz
Julio Elbio Véliz Mello  (Carmelo, 30 de setembro de 1916 - local e data de falecimento desconhecidos) foi um jogador uruguaio que atuava como goleiro e também treinador de futebol. Notabilizou-se no Pará, onde é considerado o maior goleiro do século XX no futebol local, chegando a ser eleito nesse sentido pela imprensa em 1975, em uma primeira "seleção de todos os tempos" do futebol paraense.
Também há aqueles que consideram-no como maior ídolo do Remo, mesmo à frente de Alcino, usualmente considerado como o maior. Véliz defendeu o Remo por dez anos, entre 1946 e 1955, período no qual o rival Paysandu só ganhou uma vez o Campeonato Paraense de Futebol, sendo a Tuna Luso a maior concorrente, três vezes campeã contra as cinco edições vencidas pelos azulinos. Durante sua estadia no "Leão Azul", o clube também recuperou vantagem em número de vitórias no Re-Pa e de títulos paraenses, duas estatísticas que até o início da década de 1950 favoreciam mais o arquirrival. O uruguaio também foi o goleiro do Torneio Internacional de Caracas de 1950, primeiro título internacional remista; e presume-se que ele detenha o recorde de partidas pelo clube, embora o número preciso de jogos seja desconhecido.
Véliz tinha característica de usar uma só de suas mãos grandes para fazer defesas, sendo também descrito como um goleiro de habilidade ainda incomum no Brasil para neutralizar jogadas aéreas fora da pequena área, em tempos em que os goleiros no país ainda pouco costumavam sair do gol; a postura não deixava de ser criticada, havendo na imprensa carioca quem opinasse Véliz como um "louco" ao vê-lo sair jogando até a intermediária. também era um provocador de adversários, verbalmente ou por malabarismos com a bola após realizar defesas. Também era duro com os próprios colegas de defesa para ordenar o setor.
A respeito dele, a revista brasileira Placar conteve o depoimento dado em 1977 pelo jardineiro do Baenão: "esse aí foi o maior goleiro que já pisou esta grama em todos os tempos. E aqui já jogaram o Batatais, o Barbosa, o Castilho, o Gilmar e o Costa Pereira".

## Carreira

### Nacional

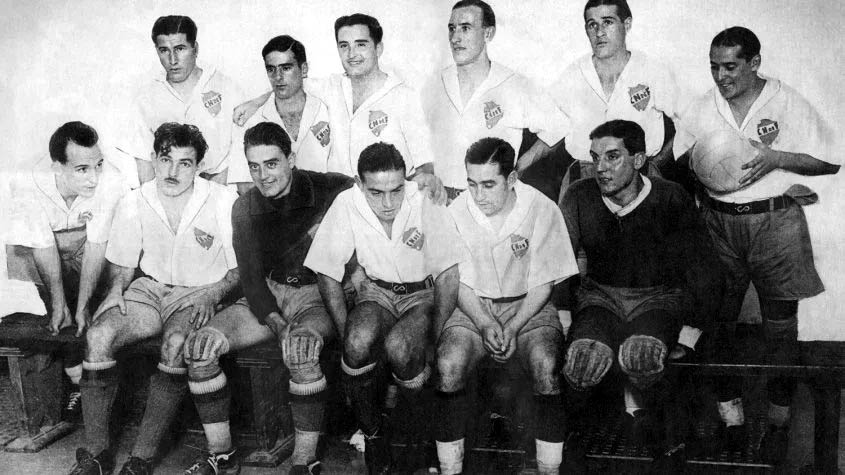
Terceiro na fileira inferior do Nacional campeão do Torneio Internacional Noturno Rio-pratense de 1938: Ricardo Faccio, Lirio Fernández, Francisco Arispe, Mario Rodríguez, Alejandro Morales e Ramón Cabrera; Roberto Porta, Atilio García, Julio Véliz, Enrique Hernández, Arturo de León e Eduardo García.

Seu primeiro clube foi a equipe amadora do Wanderers de sua cidade natal de Carmelo, de onde rumou em 1936 ao Nacional, após angariar fama no interior uruguaio. Estreou em 12 de fevereiro de 1938 no time adulto, em amistoso contra uma seleção da liga da segunda divisão, vencido por 3-2.
Em paralelo, o clube também competia no Torneio Internacional Noturno Rio-pratense. Véliz era reserva de Eduardo García, mas foi utilizado nos duelos contra Boca Juniors (derrota 2-0, em Buenos Aires) e River Plate (derrota de 1-0), nas duas rodadas finais, após os tricolores já terem garantido na antepenúltima o troféu  - considerado um dos precursores da Copa Libertadores da América ao envolver os cinco grandes do futebol argentino, a dupla Nacional e Peñarol e a dupla Rosario Central e Newell's Old Boys, além de outros participantes. Em meio ao título, o Nacional chegou a estender na Avenida 18 de Julio, a principal de Montevidéu, suas camisas manchadas de sangue após triunfo sobre o Estudiantes de La Plata.
Véliz conseguiu ser o goleiro titular pelo restante do ano de 1938 do Nacional, que celebrou também o Campeonato de Honor, em junho, de modo invicto; e a Copa Lord Willingdon, em 11 de setembro. Este foi um amistoso entre Nacional e Peñarol providenciado pelo embaixador Eugen Millington-Drake em meio à visita do então vice-rei da Índia britânica, Marquês de Willingdon, ao país, destinando-se ao vencedor um troféu oferecido pela comunidade anglo-uruguaia. O rival alinhou na ocasião dois vencedores da Copa do Mundo FIFA de 1930: Álvaro Gestido e Ernesto Mascheroni.
Um dos reservas de Véliz era o jovem Roque Máspoli, que, sem espaço no clube, seria destinado ao modesto Liverpool uruguaio antes de vir a se notabilizar exatamente no Peñarol, vindo a vencer a Copa do Mundo FIFA de 1950. Contudo, ao fim do ano, apesar da artilharia de Atilio García e do elenco tricolor contar também com dois jogadores tanto da seleção uruguaia como da italiana (Ricardo Faccio e Roberto Porta, futuro técnico do Uruguai na Copa do Mundo FIFA de 1974), o Nacional não impediu um tetracampeonato seguido (então um recorde) do rival no campeonato uruguaio de 1938. Véliz, ainda assim, pôde sair-se invicto no clássico: 1-1 pelo Campeonato de Honor, 3-1 na Copa Lord Willingdon e 2-1 pelo campeonato uruguaio. Em 1977, a revista brasileira Placar chegou a noticiar que teria figurado, ainda que como reserva, na Copa América de 1939, onde teria jogado três partidas. Contudo, o sítio eletrônico da Asociación Uruguaya de Fútbol não tem registros de jogos de Véliz pela Celeste; os dois goleiros levados pela seleção uruguaia foram Horacio Granero e Aníbal Paz.
O próprio Aníbal Paz, o outro futuro goleiro campeão da Copa do Mundo FIFA de 1950, na reserva de Máspoli, chegou do Bella Vista e tomou a titularidade no Nacional entre 1939 e 1953, a ponto de tornar-se o recordista de partidas pelo clube. Véliz acabou jogando apenas três vezes pelos tricolores em 1939, em dois amistosos e em uma única participação no título do campeonato uruguaio de 1939, no 8-2 sobre o Bella Vista, já em 18 de novembro; foi o primeiro título do chamado Quinquenio de Oro do Nacional, um recordista pentacampeonato seguido, ainda inédito na liga uruguaia.
A mesma revista Placar de 1977 também relatou que Véliz estava negociando transferência para o futebol italiano, havendo oferta da Fiorentina. Contudo, o estouro da Segunda Guerra Mundial despertou receios em sua família, que o convenceu a seguir carreira no Brasil. A mesma matéria registrou ainda a curiosidade de Véliz ter convivido no Nacional com Juan Álvarez, então goleiro da equipe infantil e que viria a consagrar-se como treinador exatamente no Paysandu. Foi sob o comando técnico de Álvarez que o Paysandu lograria famosa vitória exatamente sobre um Peñarol treinado precisamente por Máspoli, em 1965.

### No sul e sudeste do Brasil

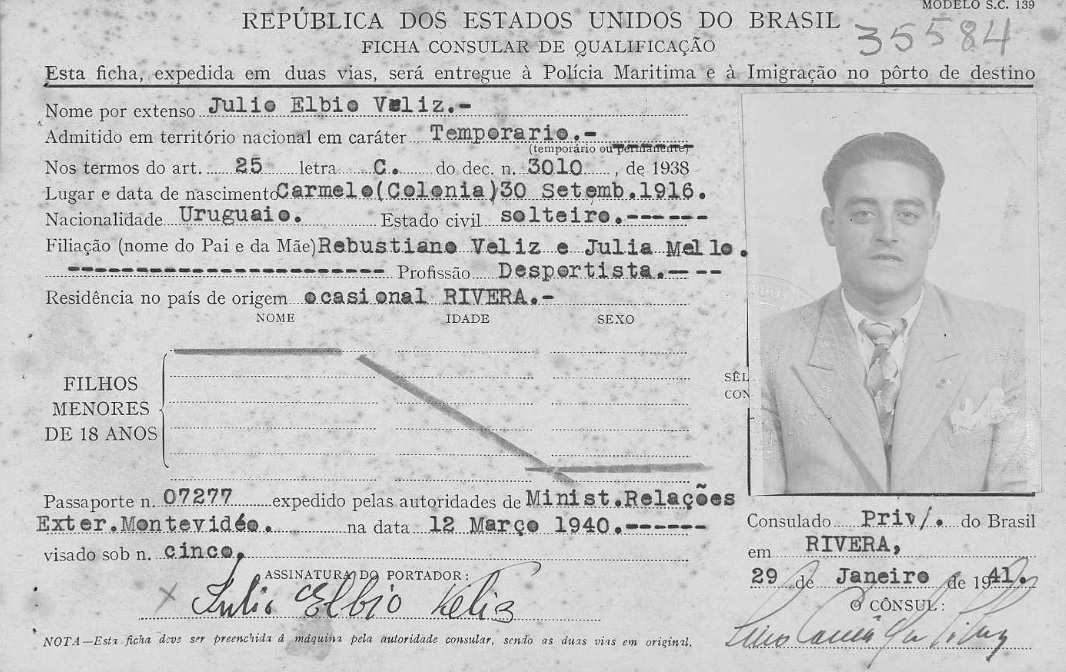
Visto brasileiro emitido a Véliz em 1940.

Véliz foi contratado pelo Grêmio, mas chegou já após o período de inscrição para o torneio citadino porto-alegrense,  que na época servia de etapa classificatória ao estadual, ainda regionalizado - somente os campeões municipais ou regionais disputavam o campeonato gaúcho. Sem poder ser inscrito, o uruguaio foi emprestado ao Bagé, com o qual obteve o título citadino bageense, em campanha marcada pelo 7-0 sobre o rival Guarany, ainda a maior goleada do clássico Ba-Gua. A conquista municipal também serviu de classificatório à fase final do campeonato gaúcho de 1940. Ao fim, Véliz e o Bagé chegaram à decisão, terminando vice-campeões para o Internacional, que iniciava um hexacampeonato seguido (então um recorde no certame) no período colorado apelidado de "Rolo Compressor". Véliz chegou a ser sondado para reforçar o próprio Inter, após o primeiro jogo das finais.
Apesar da série de conquistas do rival, Véliz atraiu atenção do futebol do Sudeste. Foi disputado por Abel Picabéa, treinador argentino do São Cristóvão, por Ondino Vieira, técnico uruguaio do Fluminense, e por Vicente Feola, já no São Paulo. Por já ter se apalavrado primeiramente com o São Cristóvão, teria dado preferência a essa equipe, então repleta de outros provenientes do Rio da Prata, como Armando Renganeschi  e Dante Bianchi. Antes do contrato com os alvinegros ser concluído, Véliz manteve-se ativo na pré-temporada do Canto do Rio, onde chegou no fim de janeiro de 1943; lá, foi apadrinhado por outro uruguaio, Armando Graham Bell, igualmente um jogador que passara pelo Nacional em 1938. A equipe de Niterói chegou a tentar contratar o goleiro ao fim de fevereiro, após ser aprovado em amistosos realizados ao longo de excursão feita por Paraná e Santa Catarina. Porém, Véliz terminou por oficializar o contrato com o São Cristóvão, sendo enfim anunciado ao fim de março como reforço pelos dois anos seguintes dos "cadetes".
O uruguaio, contudo, ainda demorou até 23 de maio para estrear, em função de demora da regularização de seu contrato junto à federação. Apareceu a tempo de integrar o elenco vencedor do Torneio Municipal de Futebol do Rio de Janeiro de 1943, onde disputou duas partidas, no 1-0 sobre o America e no 6-6 exatamente contra o Canto do Rio. Em 1977, ele ainda recordava daquela estreia, contra o America: "ganhamos de 1-0. Nunca apanhei tanta bola cruzada sobre a área como naquele dia. Os jornais destacaram a minha atuação e um deles trazia a manchete que dizia o seguinte: 'para os goleiros nacionais aprenderem a sair do gol'. É, as bolas altas eram o meu forte". Os dois adversários enfrentados pelo uruguaio no Municipal foram outras forças da competição; o America ainda era visto como um clube grande e tanto os rubros como os niteroienses dividiram a terceira colocação com o Botafogo. O goleiro chegou a contextualizar que a conquista do Municipal, na época, foi tão valorizada por público e imprensa como a de um Estadual.
O Flamengo havia sido apenas quarto colocado no Municipal, mas ao fim daquele mesmo ano de 1943 seria o vencedor do Estadual - em edição na qual Véliz e o São Cristóvão chegaram a liderar e disputar seriamente o título, terminando ao fim na terceira colocação; o time de Figueira de Melo ficou um ponto abaixo do vice Fluminense. Considerando-se ainda o título municipal, aquela temporada seria vista com o tempo como o último momento de protagonismo do São Cristóvão no futebol, em parte pelo desmanche que logo afetou o plantel - que incluía ainda o futuro capitão da seleção brasileira na Copa do Mundo FIFA de 1950, o zagueiro Augusto.
Ainda como jogador dos "cadetes", Véliz conheceu Belém do Pará em 1944, em meio a uma excursão do São Cristóvão. Já ali teria despertado interesse remista em contrata-lo, mas o uruguaio, apalavrado com seu treinador Picabéa para segui-lo rumo ao Madureira, permaneceu no Rio de Janeiro. Defendeu o "tricolor suburbano" por oito meses, chegando a novamente excursionar até Belém, em 1945. A equipe de Conselheiro Galvão, como o próprio São Cristóvão, reunia nomes que passaram ou passariam pela seleção brasileira naquela década; venceu um combinado paraense por 4-1, no fim de dezembro.
A respeito, o goleiro relembraria à Placar em 1977 que "os dirigentes não tinham se esquecido de mim. Quando voltei ao Rio, recebi uma proposta de 25 contos de luvas e 1.200 cruzeiros por mês. Poderia ter continuado no futebol carioca, ou mesmo conseguir uma transferência para São Paulo. Mas eu tinha muita vontade de conhecer o Norte do Brasil. Por isso, topei".

### Remo

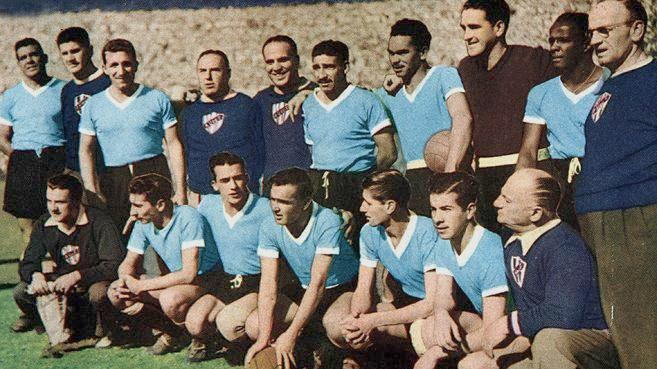
A Seleção Uruguaia de Futebol na tarde do Maracanaço. O goleiro Roque Máspoli, antepenúltimo homem em pé, havia sido reserva de Véliz no Nacional. No mesmo dia do Maracanaço, Véliz venceu um clássico Re-Pa na Curuzu. Máspoli, como treinador, dirigiria o Peñarol nas duas visitas feitas ao Paysandu, em 1965 e em 1992. O derrotado Brasil tinha como capitão Augusto, outro ex-colega de Véliz, no São Cristóvão.

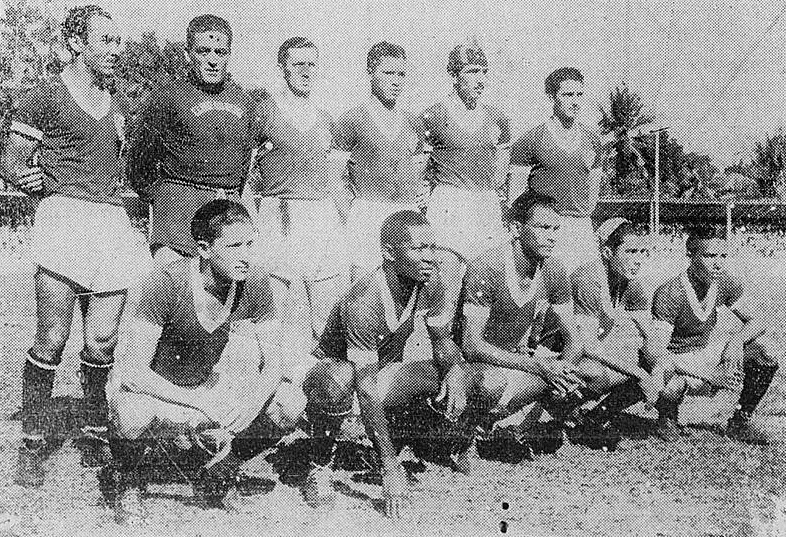
Segundo em pé no Remo em 1951.

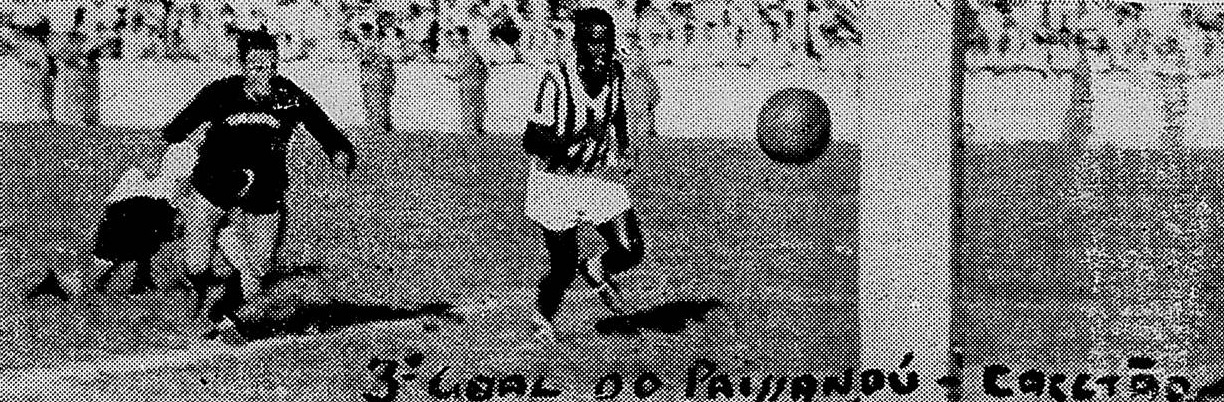
Véliz causava assombro por saber sair de gol em tempos incomuns dessa atitude em goleiros no Brasil, embora fosse criticado por ela ocasionalmente acabar facilitando gols adversários, como o de Cacetão nesse Re-Pa de 1951.

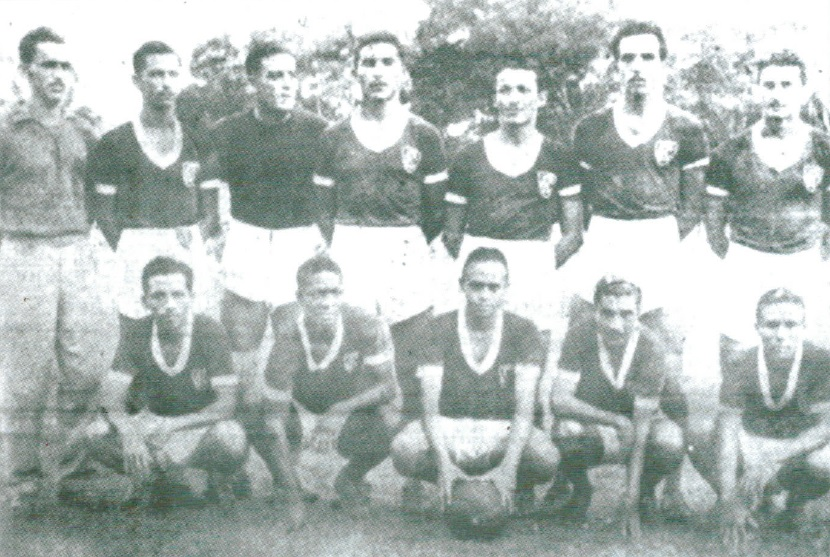
Terceiro homem em pé no Remo campeão de 1952: o treinador Nagib Coelho Matni, Expedito, Véliz, China, Modesto, Jambo e Muniz; Hermínio, Quiba, Sessenta, Jaime e Marido

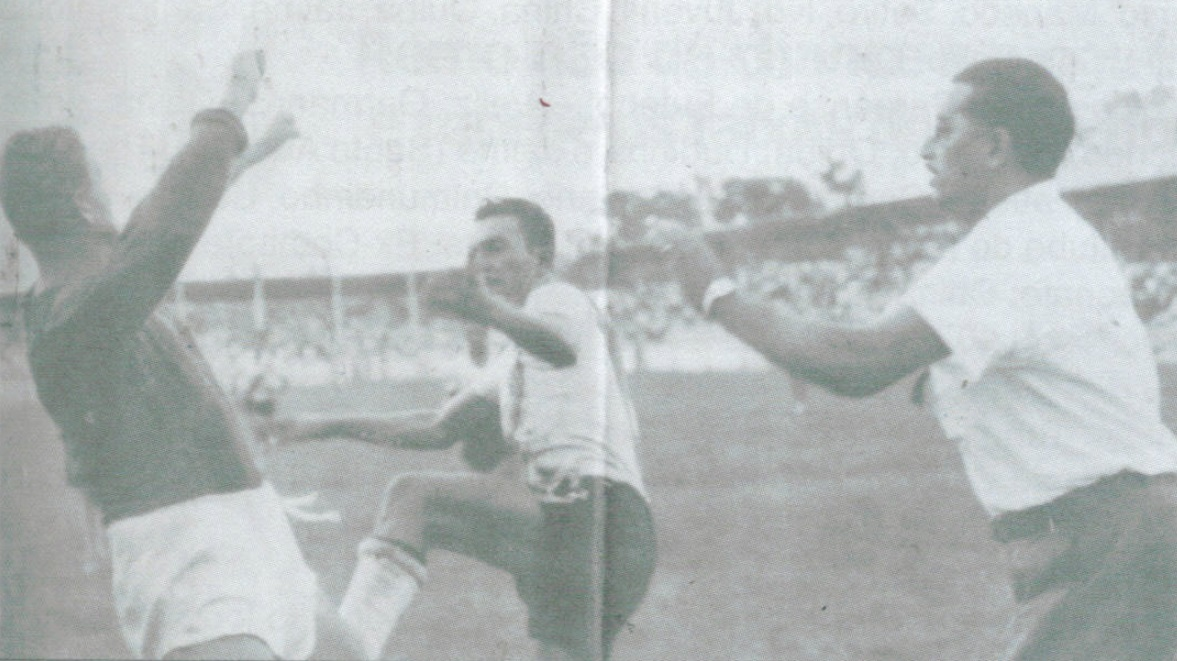
À esquerda, de costas, na famosa confusão com China em clássico Re-Tu em 1953.

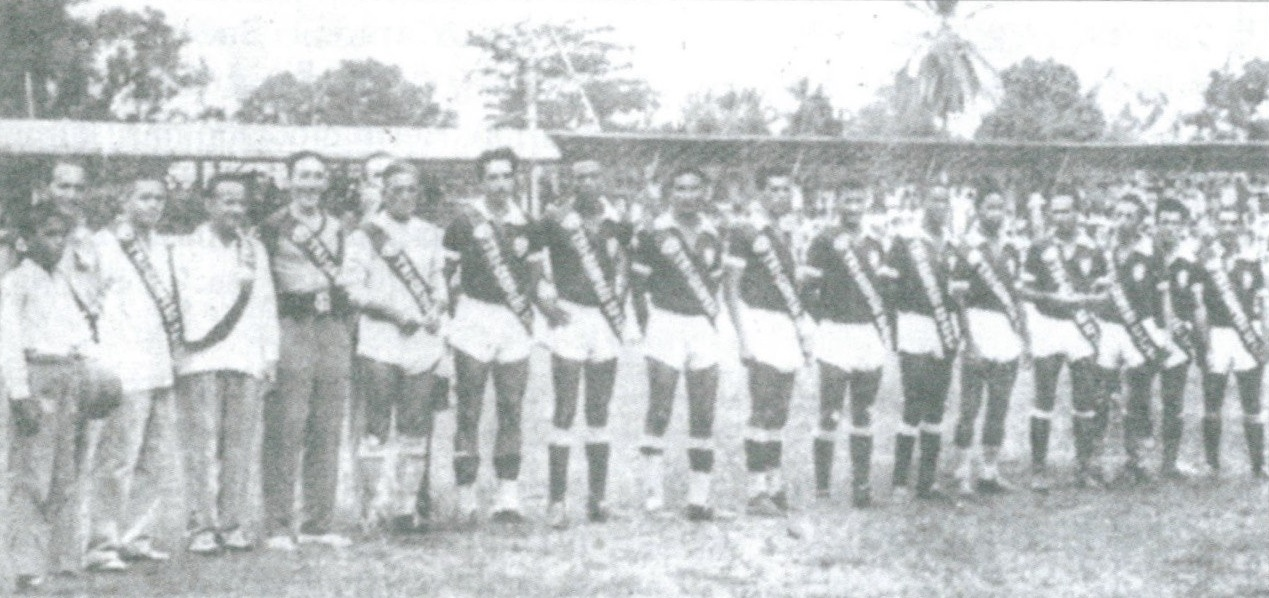
No Remo campeão de 1954, é o homem de meiões claros.

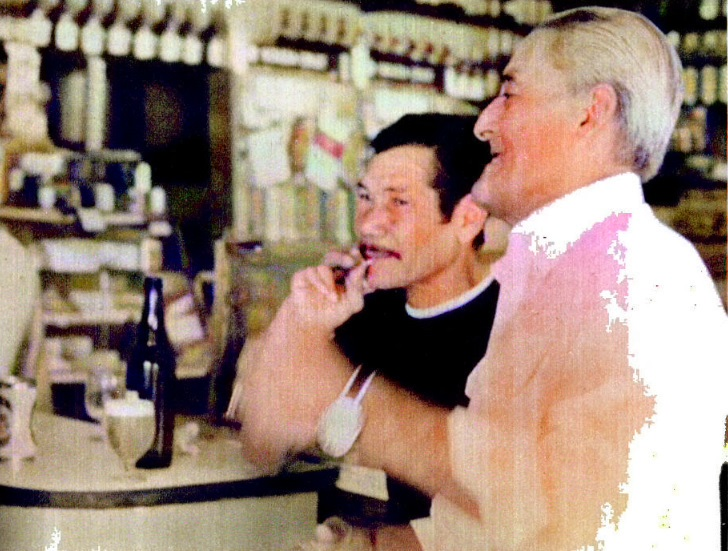
Registrado em 1977 pela revista Placar junto ao antigo rival China.

A contratação de Véliz não custou nada ao Remo: o dinheiro foi reunido a partir de coleta de torcedores reunidos em 30 de abril de 1946, um mês após o time ter perdido o Campeonato Paraense de Futebol de 1945, finalizado apenas em março de 1946 e marcado também pela goleada de 7-0 aplicada pelo Paysandu - até hoje, a maior goleada dos Re-Pas. Também era o quarto título seguido do arquirrival. Inicialmente, o uruguaio destacou-se em dois duelos amistosos contra o Bahia, empatando em 2-2 em 21 de julho e vencendo por 5-0 em 25 de julho. Em 28 de julho, disputou seu primeiro Re-Pa, em vitória amistosa por 2-1. Participou ainda de outros três clássicos naquele ano contra o Paysandu, terminando invicto: 1-1, 5-2 e 4-1, todos amistosos, pois não houve torneio estadual no Pará em 1946.
No início do ano de 1947, Véliz e o Remo se destacaram em amistosos contra o Santa Cruz, derrotado por 5-0 em 9 de fevereiro e por 6-3 em 23 de fevereiro. Na decorrer do ano, Véliz jogou sete Re-Pas amistosos antes do estadual: 0-0, 4-2, derrota de 5-4, 2-2, 3-1, outro 3-1 e derrota de 1-0. Mas no estadual o rival saiu-se invicto (1-0, 1-1 e 2-0), emendou um pentacampeonato consecutivo  e ultrapassou o Remo em títulos, quatorze contra treze. Chegou-se inclusive a atribuir a uma falha de Véliz a derrota no clássico decisivo, em dezembro.
Véliz também não foi campeão em 1948, edição vencida pela Tuna. Mas manteve bom retrospecto na maioria dos Re-Pas disputados no ano: 1-0 e 2-0 (amistosos), derrota de 2-1 (estadual), 1-1 (amistoso), 6-2 na Curuzu (estadual), 2-2 (amistoso), 1-0 (estadual), 4-2 (estadual).
O primeiro título veio pelo estadual de 1949, encerrando nove anos de jejum do Remo no certame, no que também foi o primeiro título do clube na era profissional. Véliz atuou em dez jogos, sofrendo nove gols, em meio a uma campanha que incluiu triunfos de 3-0 no clássico com a Tuna, e de 5-3, 3-1 e 4-1 no Re-Pa. O Paysandu venceu apenas um clássico contra Véliz pelo estadual (1-0) e também perdeu os quatro duelos amistosos realizados naquele ano contra o uruaguaio: 5-3, 6-2 e 5-2, todos na Curuzu; e por 3-1 marcado por uma expulsão de Véliz ao dar pontapé em Hélio, rotulado pelo goleiro como o maior atacante que vira  e quem detém até hoje o recorde de gols na rivalidade: 47, treze deles anotados sobre Véliz.
O estadual só veio a ser finalizado já no ano de 1950. Mas o desempenho já fazia Remo ser convidado por dirigentes venezuelanos para disputar contra clubes locais o Torneio Internacional de Caracas de 1950. Véliz foi o goleiro em toda a campanha, transcorrida ao longo de janeiro: 5-2 no La Salle, 4-0 no Unión, 5-0 na Escuela Militar, 2-1 no Deportivo Itália e derrota por 2-1 para o Loyola. Por fim, os paraenses também venceram por 3-0 um combinado de jogadores espanhóis radicados na Venezuela. A competição serviu de inspiração para a Pequena Taça do Mundo, torneio amistoso com clubes sul-americanos e europeus valorizado na sobretudo na década de 1950. Na volta daquela viagem, o Remo foi enfim campeão estadual de 1949, com a vitória final de 4-1 no Re-Pa.
O Remo foi bicampeão seguido pelo estadual de 1950. Véliz sofreu oito gols em oito jogos e só perdeu um, para a Tuna. O triunfo de 1-0 no Re-Pa, válido pelo primeiro turno, deu-se na curiosa circunstância de se realizar em 16 de julho, mesmo dia em que o Uruguai natal de Véliz protagonizava o Maracanaço na Copa do Mundo FIFA de 1950. Enquanto a Celeste se consagrava campeã mundial com o goleiro Roque Máspoli, ex-reserva de Véliz no Nacional, o clássico paraense realizou-se com instalação de auto-falantes na Curuzu para transmissão radiofônica da decisão. O único gol foi de Itaguary.
A vitória por 2-0 no segundo turno, por sua vez, propiciou ao Remo ultrapassar o rival em títulos estaduais. Além dos jogos pelo estadual, Véliz esteve em outros quatro Re-Pas amistosos em 1950: 3-0 1-1, 2-2 marcado por ser o Re-Pa de número 200 (àquela altura, o rival ainda tinha uma vitória a mais, 75 contra 74) e derrota de 3-1 no Re-Pa 201. O Re-Pa 202 foi precisamente o triunfo estadual no segundo turno por 2-0. Véliz não atuou no Re-Pa 203, também em 1950, derrota amistosa por 5-3.
O Paysandu ainda manteve-se à frente em vitórias nos clássicos ao fim do ano de 1951, com 79 a 78. Foram nove clássicos, com Véliz atuando em cinco: 3-3 amistoso que serviu de estreia para Quarentinha, futuro maior artilheiro do Botafogo; derrota amistosa de 4-3; vitórias de 4-1 e de 3-1 pelo estadual; e 1-1 em amistoso. No estadual, o "Leão" chegou às finais, mas acabou derrotado pela Tuna, campeã com triunfos de 4-1 e de 3-1.
Inicialmente, Lavareda foi o goleiro remista no certame estadual de 1952, só finalizado já no ano seguinte. Véliz voltou exatamente para a rodada final do primeiro turno, vencendo dentro da Curuzu por 6-1 o Paysandu. Trata-se da segunda maior goleada azulina no clássico, abaixo apenas do 7-2 em 1939. O uruguaio não saiu mais e sofreu oito gols em sete jogos. Véliz, que também não havia atuado nos dois primeiros Re-Pas de 1952 (empate em 3-3 e vitória por 3-1, ambos amistosos), esteve na sequência de três vitórias seguidas que permitiram ao Remo ultrapassar o rival em vitórias no clássico: 3-0 amistoso dentro da Curuzu em 30 de maio, 2-0 amistoso em 16 de julho e precisamente aquele 6-1. Ausente do clássico seguinte (3-3 amistoso), ganhou o posterior, também amistoso, por W.O.: o rival, embora vencesse por 1-0, retirou-se de campo aos 13 minutos do segundo tempo, em protesto por uma cobrança de escanteio ser ordenada enquanto seu goleiro ainda estava caído após machucar-se. Os dois clássicos seguintes foram empates, em 2-2 amistoso e em 1-1 que premiou o rival com o título do segundo turno de 1952.
O primeiro Re-Pa de 1953 foi outro amistoso, um 0-0 em 4 de janeiro. Apenas em março é que ocorreram os dois clássicos válidos ainda pelas finais do estadual de 1952: 3-0 no Baenão e 2-1 na Curuzu, gol de Quarentinha para o adversário. Esse resultado foi seguido de confusão generalizada que fez os dois clubes cortarem relações por um mês e meio; em 5 de abril, o título paraense foi comemorado em amistoso contra o Internacional, com quem o Remo empatou em 1-1. Duas semanas depois, em 19 de abril, o Flamengo ofereceu a "taça Gilberto Cardoso" para pacificar o Clássico-Rei da Amazônia - o rival venceu por 3-1, no estádio da Tuna. Houve outros sete Re-Pas em 1953 e Véliz só não jogou o último: em 3 de junho, venceu por 5-4 em amistoso que marcou a reinauguração da iluminação da Curuzu; ganhou de 2-0 em 5 de julho pelo estadual; perdeu amistoso de 1-0 em 9 de agosto; e empatou em 2-2 pelo estadual em 4 de outubro. Após o título estadual, esteve em duas derrotas amistosas para o Paysandu, de 4-2 e 2-0, ambas na Curuzu, em outubro.
Já no estadual, o principal oponente foi a Tuna: foram dez partidas e as duas únicas derrotas foram para os cruzmaltinos, com Véliz chegando a ser suspenso por uma partida após trocar agressões contra o adversário China A confusão repercutiu para além do Pará, havendo registro na imprensa curitibana de que China, considerado o maior jogador tunante, chegara a ponto de prestar queixa-crime e que Véliz teria incorrido no artigo 129 do Código Penal Brasileiro. Na ocasião da reportagem de 1977 para a Placar, a reunir ambos no mesmo bar, Véliz explicaria que "o China era um meia que jogava na Tuna Luso. Jogadorzinho atrevido, que provocava a gente". O uruguaio já estava de volta para os reencontros seguintes com a Tuna - a vitória por 4-1 forçou dois jogos finais, vencidos por 3-2 no estádio adversário e por 2-0 na Curuzu.
Pelo campeonato de 1954, a Tuna chegou a derrotar o Remo por 5-2, mas Véliz e demais azulinos puderam garantir o título por antecipação ao empatarem em 1-1 o Re-Pa pela penúltima rodada. O clube se permitiu sair em excursão e o adversário da rodada final, o Auto Clube, que havia sido goleado por 10-0 pelos azulinos, concordou em cancelar a revanche. Com o tricampeonato seguido, o "Leão" também aumentou vantagem de títulos estaduais sobre o "Papão", com dezoito contra quatorze. Véliz só ausentou-se de um Re-Pa em 1954, o terceiro do ano, participando dos seguintes resultados: 1-1, 2-0, 3-2 (todos amistosos), 0-0 (estadual), derrota de 2-1, vitórias de 3-1 e 1-0 e empate em 0-0 (todos amistosos) e aquele 1-1 pelo estadual no jogo do título.
Em 1955, Véliz já não foi titular. Pelo estadual, ele não esteve em nenhum dos duelos contra a campeã Tuna (vencedora por 2-1, 5-0 e 3-1 sobre um Remo que alternou Smith e Sarará como goleiros). Contra o Paysandu, só esteve em um clássico válido pelo estadual. Antes, participou ainda de três Re-Pas - nos dois primeiros, substituindo Smith no decorrer do jogo, em vitórias amistosas por 2-1 e por 4-2. Foi então titular em derrota amistosa por 1-0 e então entrou em campo naquele compromisso válido pelo estadual, partida encerrada sob escândalo: o jogo estava em 1-1 e o rival deixou o campo em protesto contra um pênalti, interpretando bola na mão. O Remo foi considerado vencedor por 1-0 e o episódio culminou na renúncia do próprio presidente bicolor, Theodoro Brazão e Silva. A partida foi histórica por também representar a estreia do segundo Quarentinha, considerado o maior ídolo do rival.

## Técnico
Véliz assumiu como técnico do Remo em 1956 e costuma ser lembrado como o primeiro treinador estrangeiro do clube, embora em 1955 a equipe houvesse sido treinada, inclusive em Re-Pa, por Tito Rodríguez, que era argentino.
O uruguaio chegou ao cargo após o Paysandu vencer o primeiro turno do estadual de 1956. Contudo, não impediu que o rival, liderado pela revelação Quarentinha, viesse a encerrar um jejum de quase dez anos no certame; foi precisamente com a "Era Quarentinha" que o adversário reverteria as desvantagens sofridas com Véliz, passando a deter o maior número de vitórias no Re-Pa até a década de 1970 e também de títulos paraenses. Véliz ainda seguiu no cargo para o campeonato seguinte, finalizado somente em março de 1958. O título terminou perdido no último minuto, em recordado gol de Carlos Alberto Urubu para o arquirrival.
Posteriormente, o ex-goleiro mudou-se para Macapá, chegando a treinar as equipes locais da CEA, Juventus e Santana, todas campeães amapaenses na década de 1960.

## Vida pessoal
Filho de Rebustiano Véliz e de Julia Mello, casou-se em julho de 1948 com Lucymar Neves da Rocha. Após parar de jogar, chegou a trabalhar em Belém como motorista de ambulância no Departamento Municipal de Estradas e Rodagem (autarquia extinta em 1990).
Em 1975, o jornal paraense O Liberal escalou o que seria a seleção paraense dos sonhos, incluindo o uruguaio: a equipe eleita foi alinhada com Véliz, Coelho, Evandro Almeida, Marituba e Sandoval; Pedro e Arleto; Teixeirinha, Quarentinha, Capi e Vevé. Contudo, em revisão feita em 2001 para definir a seleção paraense do século XX, o júri formado pelo Diário do Pará veio a optar por Dico como goleiro.
Ainda na década de 1970, Véliz precisou aposentar-se após grave doença cujo tratamento foi custeado pelo Remo. Lucimar da Rocha Véliz, por sua vez, foi agente administrativa do então Território Federal do Amapá na década de 1980, época em que o ex-goleiro faleceu; ele foi enterrado com camisa da primeira torcida organizada do Remo, a "Sangue Azul".
Alguns de seus filhos criaram fama no futebol varzeano em Belém e Macapá, chegando a haver comoção na imprensa com o falecimento precoce de um deles, Élbio Cézar da Rocha Véliz, em acidente de trânsito em 1º de janeiro de 1990. A nota fúnebre deste no Diário do Pará menciona também "o goleiro Eloy" e "o versátil Edson" como outros filhos em atividade em jogos organizados do futebol de várzea. Edson Véliz seguiu integrando em 1990 a denominada "seleção de craques do Pará" para partidas festivas, junto aos ex-futebolistas profissionais Edson Cimento, Mesquita e Patrulheiro, dentre outros. Eloy Véliz seria notícia por, padecendo de câncer no estômago, falecer no aguardo de leito hospitalar em 2016.
Em 2020, em votação oficialmente promovida pelo Remo, a torcida preferiu Clemer como maior goleiro da história do clube, sendo Véliz o quarto mais votado para a posição, abaixo também de Dico e Edson Cimento.

## Títulos

### Nacional
- Campeonato Uruguaio de Futebol: 1939 [4]
- Torneio Noturno Rio-pratense: 1938 [4]
- Campeonato de Honor: 1938 [4]
- Copa Lord Willingdon: 1938 [4]

### Bagé
- Campeonato Citadino de Bagé: 1940
- Campeonato da Fronteira/Litoral: 1940

### São Cristóvão
- Torneio Municipal de Futebol do Rio de Janeiro de 1943

### Remo
- Campeonato Paraense: 1949, 1950, 1952, 1953, 1954
- Torneio Internacional de Caracas: 1950